# Altersgeldgesetz
Das Altersgeldgesetz (AltGG) ist in Deutschland die Rechtsgrundlage für das Altersgeld, eine alternative Alterssicherung für freiwillig aus ihrem Dienstverhältnis ausscheidende Beamte auf Lebenszeit, Berufsrichter auf Lebenszeit und Berufssoldaten im Dienst des Bundes. Es umfasst 17 Paragraphen. Vor Inkrafttreten des Altersgeldgesetzes wurden für diese Personengruppen bei Ausscheiden eine verpflichtende Nachversicherung in der gesetzlichen Rentenversicherung durchgeführt. Verbleiben die oben genannten Personengruppen in ihrem jeweiligen Dienstverhältnis und treten in den Altersruhestand, erhalten sie eine Pension, die sich nach dem Beamtenversorgungsgesetz (Beamte und Richter) bzw. dem Soldatenversorgungsgesetz (Berufssoldaten) richtet.
Das Altersgeldgesetz wurde durch Artikel 1 des „Gesetzes über die Gewährung eines Altersgelds für freiwillig aus dem Bundesdienst ausscheidende Beamte, Richter und Soldaten“ eingeführt. Die Artikel 2–10 enthielten Regelungen zu im Zusammenhang mit der Einführung des Altersgeld notwendigen Änderungen in anderen Gesetzen, namentlich dem Bundesbeamtengesetz, dem Beamtenversorgungsgesetz, dem Bundesdisziplinargesetz, dem Bundesversorgungsteilungsgesetz, dem Vierten Buch Sozialgesetzbuch, der Wehrdisziplinarordnung, dem Soldatengesetz, dem Soldatenversorgungsgesetz und dem Postpersonalrechtsgesetz. Gemäß Artikel 11 traten das Altersgeldgesetz und die Änderungen am 4. September 2013 in Kraft.
2018 wurde die Altersgeldzuständigkeitsanordnung (AltGZustAnO) erlassen. 

## Änderungen
Das Altersgeldgesetz wurde zuletzt durch Art. 32 des Gesetzes zum Abbau verzichtbarer Anordnungen der Schriftform im Verwaltungsrecht des Bundes geändert.

## Regelungen in den Ländern
Die Beamtenversorgungsgesetze der Länder Baden-Württemberg, Bremen, Hamburg, Hessen, Niedersachsen, Sachsen und Schleswig-Holstein enthalten Abschnitte über Altersgeld für die Beamten und Richter dieser Länder, das dem Altersgeld des Bundes grundsätzlich vergleichbar ist, jedoch nur eine fünfjährige altersgeldfähige Dienstzeit voraussetzt und, anders als § 7 Absatz 1 Satz 1 AltGG, nicht mit einem Abschlag von 15 Prozent gegenüber dem Anspruch auf Beamtenversorgung verbunden ist. Die Länder Mecklenburg-Vorpommern und Thüringen haben das Altersgeld in eigenen Gesetzen geregelt.